# أوهاد حيمو
أوهاد حِمو (بالعبرية: אוהד חמו) صحفي إسرائيلي ومراسل للشؤون الفلسطينية في الضفة والمستوطنات للقناة الثانية الإسرائيلية. عمل سابقاً صحفيًّا في القناة العبرية الأولى. يحمل درجة الماجستير في دراسات الشرق الأوسط من الجامعة العبرية. ويعيش في تل أبيب.